# Campodorus exiguus
Campodorus exiguus är en stekelart som först beskrevs av Holmgren 1876.  Campodorus exiguus ingår i släktet Campodorus och familjen brokparasitsteklar. Arten är reproducerande i Sverige. Inga underarter finns listade.